# Кровяное давление
Кровяно́е давле́ние — давление, которое кровь оказывает на стенки кровеносных сосудов, иначе говоря, превышение давления жидкости в кровеносной системе над атмосферным. Один из показателей жизненно важных функций и биомаркеров.
Наиболее часто под кровяным давлением подразумевают артериа́льное давление. Кроме него, выделяют следующие виды кровяного давления: внутрисердечное, капиллярное, венозное. При каждом ударе сердца кровяное давление колеблется между наименьшим, диастолическим (от др.-греч. διαστολή «разрежение») и наибольшим, систолическим (от др.-греч. συστολή «сжатие»).

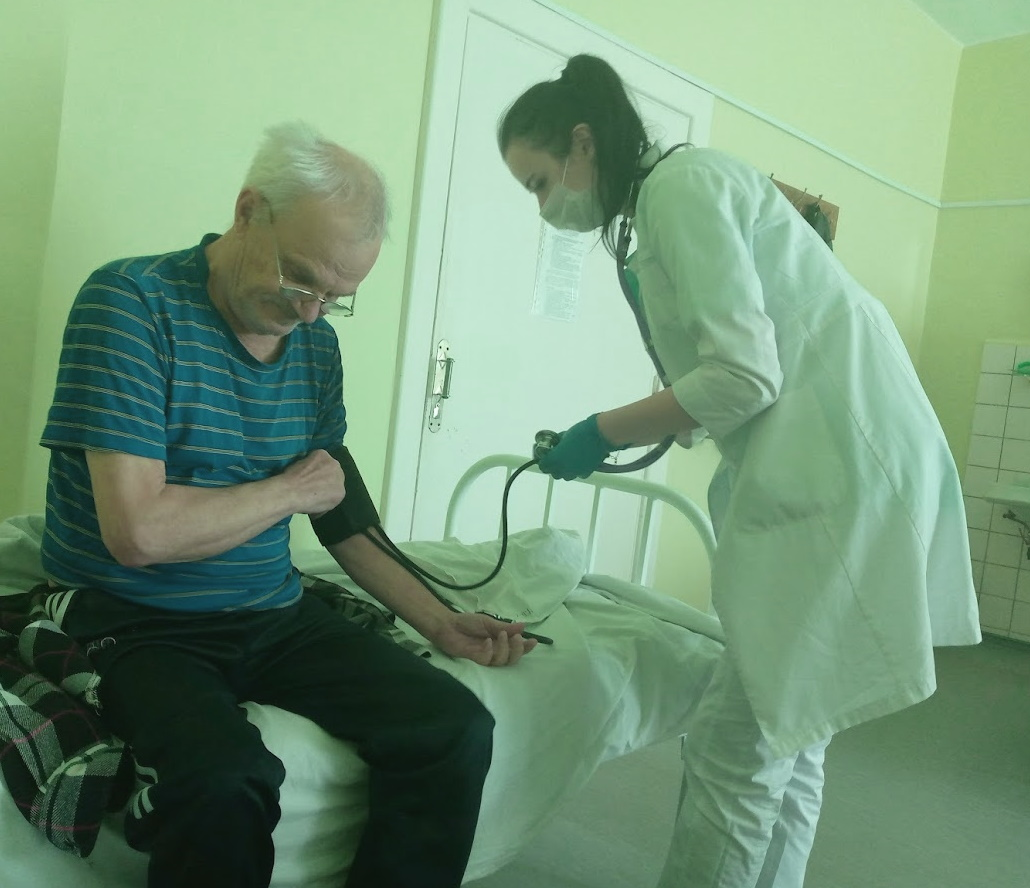
Измерение давления

## Артериальное давление

### Физиология измеряемых параметров кровеносного давления
Артериальное давление — один из важнейших параметров, характеризующих работу кровеносной системы. Давление крови определяется объёмом крови, перекачиваемым в единицу времени сердцем, и сопротивлением сосудистого русла. Поскольку кровь движется под влиянием градиента давления в сосудах, создаваемого сердцем, то наибольшее давление крови будет на выходе крови из сердца (в левом желудочке); несколько меньшее давление будет в артериях, ещё более низкое — в капиллярах, а самое низкое — в венах и на входе сердца (в правом предсердии). Давление на выходе из сердца, в аорте и в крупных артериях отличается незначительно (на 5—10 мм рт. ст.), поскольку из-за большого диаметра этих сосудов их гидродинамическое сопротивление невелико. Точно так же незначительно отличается давление в крупных венах и в правом предсердии. Наибольшее падение давления крови происходит в мелких сосудах: артериолах, капиллярах и венулах.
Верхнее число — систолическое артериальное давление, показывает давление в артериях в момент, когда сердце сжимается и выталкивает кровь в артерии, оно зависит от силы сокращения сердца, сопротивления, которое оказывают стенки кровеносных сосудов, и числа сокращений в единицу времени.
Нижнее число — диастолическое артериальное давление, показывает давление в артериях в момент расслабления сердечной мышцы. Это минимальное давление в артериях, оно отражает сопротивление периферических сосудов. По мере продвижения крови по сосудистому руслу амплитуда колебаний давления крови спадает, венозное и капиллярное давление мало зависят от фазы сердечного цикла.
Типичное значение артериального кровяного давления здорового человека (систолическое/диастолическое) — 120 и 80 мм рт. ст., давление в крупных венах на несколько мм рт. ст. ниже нуля (ниже атмосферного). Разница между систолическим артериальным давлением и диастолическим называется пульсовое давление и в норме составляет 30—50 мм рт. ст..

### Процедура измерения
См. также: Правила измерения артериального давления
См. также: Метод Короткова

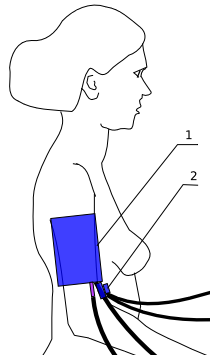
Измерение артериального давления: 1 — манжета сфигмоманометра, 2 — фонендоскоп

Наиболее легко в измерении артериальное давление. Его можно измерить с помощью прибора сфигмоманометра (тонометра). Именно оно и подразумевается обычно под кровяным давлением. Стандартным методом измерения артериального давления является метод Короткова, осуществляемый при помощи неавтоматического сфигмоманометра и стетоскопа.
Современные цифровые полуавтоматические тонометры позволяют ограничиться только набором давления (нагнетанием воздуха в манжету посредством груши), дальнейший сброс давления, регистрацию систолического и диастолического давления, иногда — пульса и аритмии, прибор проводит сам.
Автоматические тонометры сами закачивают воздух в манжету, иногда они могут выдавать данные в цифровом виде, для передачи на компьютер или др. приборы.
Последним изобретением учёных является имплантат, по форме напоминающий бабочку, который призван в режиме реального времени измерять кровяное давление. Размер прибора примерно 1,5 см. По оценкам авторов исследования, устройство позволит уменьшить частоту госпитализации пациентов на 40 %. Имплантат постоянно замеряет кровяное давление и передаёт сигнал на специальный приёмник. Данные, которые зафиксированы приёмником, автоматически отправляются на веб-сайт, доступный лечащему врачу пациента.
Для имплантирования устройства пациенту делают небольшой разрез в области паха и вводят в артерию катетер с прибором. Проходя через сосудистую систему, устройство достигает лёгочной артерии и закрепляется при помощи двух металлических петель. Операция выполняется при помощи местной анестезии в течение 20 минут.

### Влияние различных факторов
Артериальное давление зависит от многих факторов: времени суток, психологического состояния человека (при стрессе давление повышается), приёма различных стимулирующих веществ (кофе, чай, амфетамины) или медикаментов, которые повышают или понижают давление.

#### Вариация показателей в норме и при патологии
Стойкое повышение артериального давления выше 140/90 мм рт. ст. (артериальная гипертензия) или стойкое понижение артериального давления ниже 90/60 (артериальная гипотензия) могут быть симптомами различных заболеваний (в простейшем случае гипертензии и гипотензии соответственно).
Физиологическая зависимость артериального давления от возраста в виде формулы определялась для «практически здоровых в условиях СССР» людей в возрасте от 17 до 79 лет так:
- систолическое давление = 109 + (0,5 × возраст) + (0,1 × вес);
- диастолическое давление = 63 + (0,1 × возраст) + (0,15 × вес).

Эти данные в прошлом характеризовались как «идеальное давление» с учётом «нормального» груза возрастных заболеваний. Но по современным представлениям во всех возрастных группах старше 17 лет идеальным давлением является ниже 120/80 (оптимальное), а артериальная гипертензия и предгипертензия не являются вариантом идеала в любом возрасте.
Для подростков 14—16 лет с нормальным физическим развитием верхней границей нормы следует считать уровень систолического давления 129 мм рт. ст., диастолического — 69 мм рт. ст.
У людей старше 50 лет систолическое артериальное давление, превышающее 140 мм рт ст, является важным фактором риска сердечно-сосудистых заболеваний.
Люди с систолическим АД 120—139 мм рт. ст. или диастолическим АД 80—89 мм рт. ст. должны рассматриваться как люди с «прегипертонией».
Начиная с АД 115/75 мм рт. ст. с возрастанием АД на каждые 20/10 мм рт. ст. риск сердечно-сосудистых заболеваний увеличивается.
Для предупреждения сердечно-сосудистых заболеваний у них необходимо изменение образа жизни, улучшающее состояние здоровья. Раньше считалось, что наиболее опасно в плане развития сердечно-сосудистых катастроф повышение диастолического давления, но оказалось, что эта опасность связана с поражением почек, а изолированная систолическая гипертензия часто считалась вариантом нормы, «идеального давления». Сейчас от этих взглядов отказались.

#### Быстрые, суточные и долговременные изменения
Кровяное давление не является постоянной величиной. Согласно современной позиции рабочих групп различных международных сообществ по гипертензии, выделяют краткосрочную (от удара к удару, от минуты к минуте, от часа к часу), среднесрочную (между измерениями в разные дни) и долгосрочную вариабельность (между посещениями клиники, проводимыми в течение недель, месяцев или лет). К долгосрочной вариабельности относится также и сезонная вариабельность. Любая вариабельность связана с адаптивными механизмами поддержания гомеостаза. Однако устойчивое повышение вариабельности давления может также отражать и изменения в регуляции, имеющие прогностическое значение, а именно, она может прогнозировать риск сердечно-сосудистых осложнений помимо среднего уровня АД.
Одна из гипотез происхождения вариабельности АД связана с волнами Майера, которые были обнаружены в 1876 г. немецким физиологом Зигмундом Майером. У человека частота волн Майера составляет около 0,1 Гц, то есть приблизительно шесть раз в минуту. У собаки и кошки частота волн Майера также приблизительно равна 0,1 Гц, у кролика — 0,3 Гц, у крысы — 0,4 Гц. Установлено, что эта частота является постоянной для человека или для животного определённого вида. Она не зависит от возраста, пола или положения тела. Экспериментальные исследования показывают, что амплитуда волн Майера возрастает при активации симпатической нервной системы. Причина возникновения волн Майера на данный момент не установлена.
Также известна суточная ритмика артериального давления. Наиболее низкое давление у людей при нормальном образе жизни (бодрствование днём и сон в ночное время) наблюдается в интервале 2:00—4:00, относительно высокое — в первые 2—4 часа после пробуждения и самое высокое — чаще в вечерние часы.

#### Гипертензия «белого халата»
Точность измерения кровяного давления может быть снижена под воздействием психологического феномена, называемого «гипертензией белых халатов» или «синдромом белого халата». Подъём давления в момент измерения происходит вследствие стресса, иногда возникающего при обращении к врачу или при появлении медсестры. В результате при суточном автоматическом мониторинге давление таких людей оказывается существенно ниже, чем в присутствии медицинского персонала.

## Венозное давление
Венозное давление — давление крови, движущейся по венам. Величина В. д. зависит от объёма крови, поступающей в венозную систему, колебаний давления в правом желудочке, сопротивления, которое преодолевает кровь на пути от капилляров до места измерения, и действия ряда экстраваскулярных факторов (см. Экстраваскулярная компрессия). Важное значение имеет состояние тонуса венозных сосудов. Различают гидродинамическое и гидростатическое В. д. Т. к. В. д. соизмеримо с давлением окружающих вены тканей, введён термин «венозное трансмуральное давление» — разность давлений внутри и вне венозных сосудов. В. д. может быть ниже атмосферного в венах выше уровня сердца при дыхательных экскурсиях и достигать максимальных значений в нижних конечностях человека при ортостазе. Центральное В. д. — давление в устьях полых вен.